# Portal des Hauses Zum güldenen Kreuz

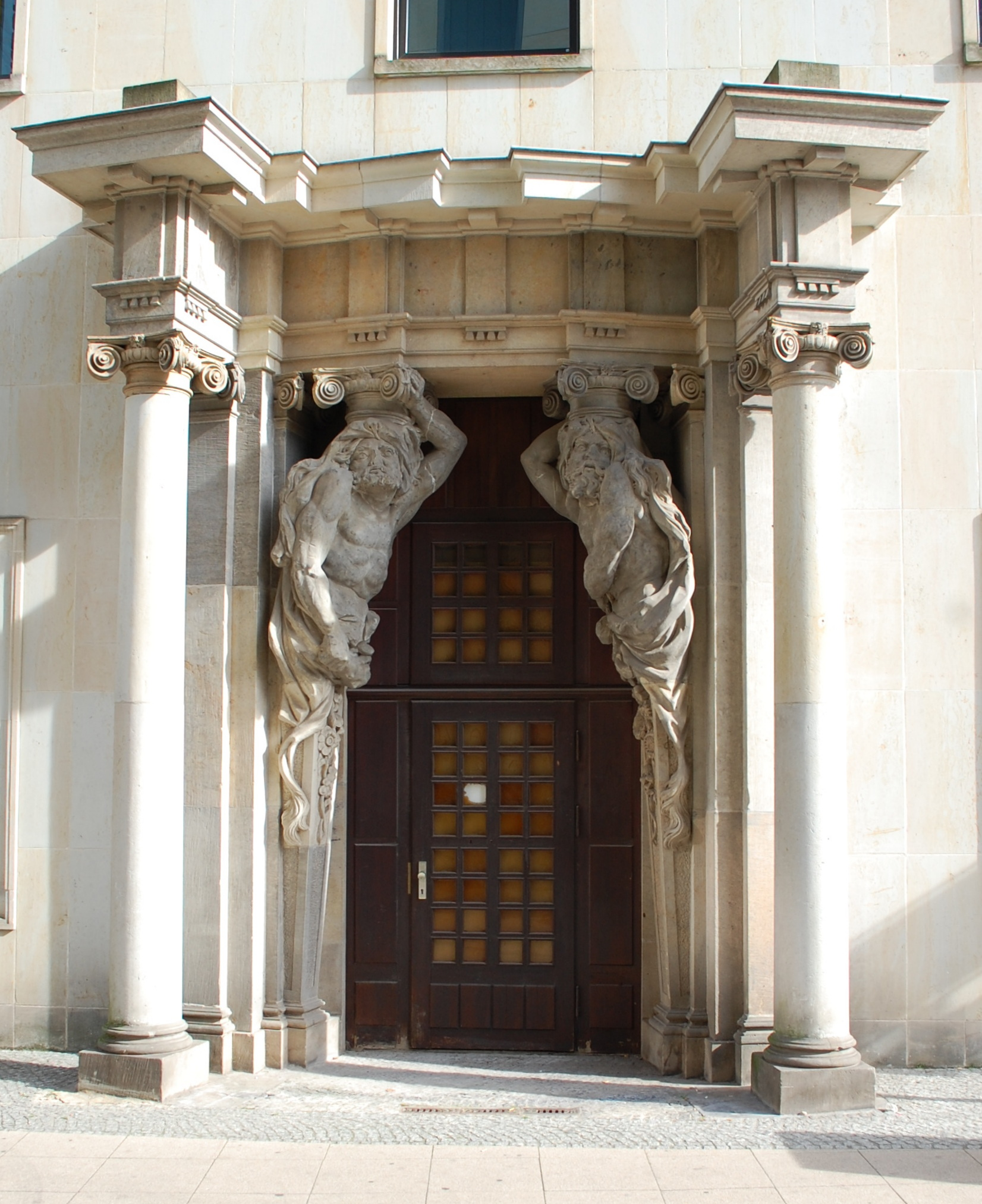
Portal des Hauses Zum güldenen Kreuz

Das Portal des Hauses Zum güldenen Kreuz ist ein denkmalgeschütztes Portal in Magdeburg in Sachsen-Anhalt.

## Lage
Es befindet sich in der Magdeburger Altstadt an der Adresse Breiter Weg 193 auf der nach Süden zur Leiterstraße hin ausgerichteten Fassade des Gebäudes.

## Architektur und Geschichte
Das Portal entstand im Jahr 1745 als Eingang des an der Adresse Breiter Weg 30 errichteten Hauses Zum güldenen Kreuz. Die spätbarocke Portalanlage war ein wichtiger Bestandteil der Fassade des aufwendig gestalteten Bürgerhauses. Das Portal wird von Hermen und ionischen Säulen flankiert. Auf den Säulen befand sich ursprünglich Figurenschmuck. Vorbild der Gestaltung war das Knautsche Palais am Domplatz 4.

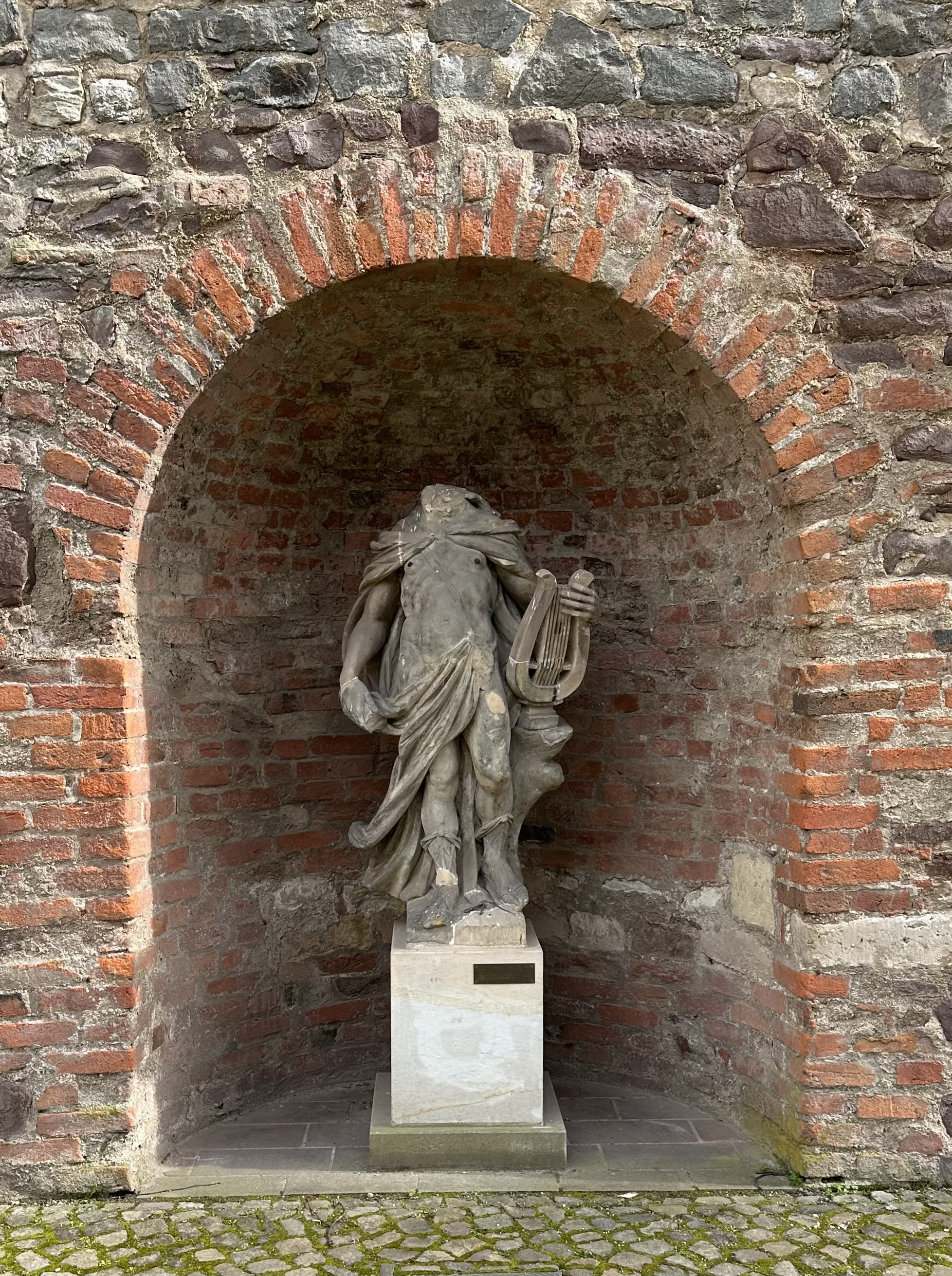
Apollon-Figur im Möllenvogteigarten, 2024

Im Zweiten Weltkrieg wurde das Gebäude Zum güldenen Kreuz zerstört. Das Portal blieb jedoch erhalten, wurde geborgen und später am heutigen Standort neu aufgebaut. Der das Portal bekrönende Figurenschmuck wurde jedoch nicht wieder aufgesetzt. Die ursprünglich dort auf der linken Seite stehende Figur des Apollon ist jedoch in Teilen erhalten und wurde Teil der Skulpturen im Möllenvogteigarten. 
Im Denkmalverzeichnis des Landes Sachsen-Anhalt ist das Portal unter der Erfassungsnummer 094 06338 als Baudenkmal verzeichnet.

## Vorgängerbau
Das Grundstück Breiter Weg 193 gehörte im Jahr 1631, dem Jahr der Zerstörung Magdeburgs Heinrich Schaumberger bzw. Schamberger. Ab 1640 ist seine Witwe, ab 1651 der Sekretär Andreas Gebhard. Ab 1652 gehörte es dem Barbier Friedrich Horn, dem ab 1667 seine Witwe nachfolgt. Die Erben der Witwe veräußerten das Grundstück im Jahr 1679 zu einem Preis von 450 Talern an den Barbier Thomas Christoph Korbach. Er verstarb 1693. Seine Erben veräußerten das Anwesen 1699 für 900 Taler an die Frau des Barbiers Johann Dietrich Zandermann bzw. Sandermann. Sie blieb bis 1730 Eigentümerin. In den Jahren 1803 und 1845 wird ein Baumann als Eigentümer aufgeführt, 1869 und 1876 Jonas Kühne. Zumindest ab 1803 wird das Grundstück gemeinsam mit dem Benachbarten als Breiter Weg 193/194 benannt.
Bebaut war das Grundstück zum Ende des 19. Jahrhunderts mit einem dreigeschossigen Wohn- und Geschäftshaus mit siebenachsiger Fassade. In dieser Zeit befand sich die Immobilie im Eigentum der jüdischen Familie Blumenthal. Erstmals wird 1882 eine Frau Blumenthal genannt. Ab 1898 ist Eigentümer Hugo Blumenthal, ab 1938 gemeinsam mit Jenny Blumenthal. Ab 1940 gehört das Gebäude den Blumenthalschen Erben. Während des Zweiten Weltkriegs erlitt das Haus, trotz der schweren Zerstörungen in der Magdeburger Altstadt nur geringe Schäden. Im Rahmen der sozialistischen Neugestaltung der Leiterstraße wurde das Haus dann jedoch in der Zeit um 1975 abgerissen und das Grundstück später neu bebaut sowie das Portal hierher umgesetzt.